# Pescara Calcio a 5
El Pescara Calcio a 5 es un equipo italiano de fútbol sala de la ciudad de Pescara. Fue fundado en 1999. Milita en la Serie A de la Divisione Calcio a 5. Es uno de los clubes más importantes del fútbol sala italiano.

## Plantilla 2016/2017
|    | Nac.      | Nombre                            | Sobrenombre  | Puesto    |
| -- | --------- | --------------------------------- | ------------ | --------- |
| 1  | Italia    | Antinio Capuozzo                  | CAPUOZZO     | Portero   |
| 3  | Italia    | Luca Leggiero                     | LEGGIERO     | Pivot     |
| 5  | Brasil    | Alexandre Ghiotti                 | GHIOTTI      | Ala       |
| 6  | Brasil    | Ricardo Caputo                    | CAPUTO       | Cierre    |
| 7  | Paraguay  | Javier Salas                      | SALAS        | Cierre    |
| 8  | Brasil    | Vinícius Duarte                   | DUARTE       | Universal |
| 9  | Argentina | Cristian Borruto                  | TITI BORRUTO | Cierre    |
| 10 | Brasil    | Mauro Canal                       | CANAL        | Cierre    |
| 11 | Brasil    | Leandro Moreira Chimango          | CHIMANGUINHO | Pivot     |
| 14 | Argentina | Matías Rosa                       | ROSA         | Pivot     |
| 15 | Brasil    | Walter Fernandes da Costa Firmino | WALTINHO     | Pivot     |
| 17 | Argentina | Leandro Cuzzolino                 | CUZZOLINO    | Universal |
| 18 | Italia    | Eduardo Carlos Oliveira Morgado   | DUDU MORGADO | Universal |
| 19 | Italia    | Massimo De Luca                   | DE LUCA      | Ala       |
| 21 | Italia    | Douglas Nicolodi                  | NICOLODI     | Ala       |
| 23 | Italia    | Matteo Iannascoli                 | IANNASCOLI   | Universal |

Entrenador:  Fulvio Colini

## Palmarés
- 1 Campeón de Serie A 2014-2015
- 2 Copa Italia 2016, 2017
- 2 Supercopa de Italia 2015, 2016